# Foxtel
Foxtel, nombre comercial de NXE Australia Pty Limited, es una compañía australiana de televisión por suscripción, tanto por cable como los servicios directos de radiodifusión por satélite. Está formada desde octubre de 1995 por una joint venture entre Telstra, News Corporation y Consolidated Media Holdings (una compañía australiana de inversiones, centrada en la televisión de paga).

## Historia
En octubre de 1995, Foxtel inauguró su servicio con 20 canales, prestados a través de la red de Telstra.
En mayo de 1998, Australis Media, el propietario de un servicio de televisión por satélite conocido como Galaxy, fue declarada en quiebra. Foxtel aumentó significativamente su base de clientes mediante la adquisición de los suscriptores de Galaxy y de Australis Media; de inmediato comenzó el suministro de programación a los suscriptores de Galaxy. En febrero de 1999, Foxtel comenzó a ofrecer su servicio.
En 2002, un acuerdo de intercambio de contenido entre Foxtel y OPTUS TV fue aprobada por el ACCC (institución del Gobierno australiano encargada de proteger los derechos de los consumidores y evitar conductas ilegales contrarias a la libre competencia).
Foxtel creció rápidamente en 2007, con la mayoría de los eventos de calificación más alta de la historia que se estaban emitiendo en ese momento, incluido el partido de cuartos de final de la Copa Asiática de 2007 entre Australia y Japón, que atrajo a un promedio de 419.000 espectadores, un récord en la TV de paga australiana.

### Foxtel Digital
Foxtel lanzó su servicio digital (Foxtel Digital) en marzo de 2004. El servicio es aproximadamente como el de otros proveedores, tales como Sky del Reino Unido. Al igual que muchas otras plataformas digitales de propiedad de News Corporation, Foxtel utiliza sistemas de cifrado de NDS Group (Al igual que DirecTV en Estados Unidos), guía electrónica de programación y servicios digitales de video, la plataforma interactiva OpenTV. Todas estas funciones se ejecutan usando una caja decodificadora de señal.

### Foxtel HD+
Foxtel anunció su servicio de alta definición (Foxtel HD+) el 30 de enero de 2008; empezó a funcionar oficialmente el 19 de mayo de 2008. El servicio ofrece cinco canales en alta definición: Fox Sports HD, ESPN HD, UKTV BBC HD, Discovery HD y National Geographic Channel HD. Foxtel anunció que iba a lanzar varios canales en HD después del lanzamiento del satélite Optus D3. Esto fue una realidad el 15 de noviembre de 2009. Foxtel HD+ se emite en formato MPEG-4 y ofrece canales tanto en 720p como en 1080i.

### Foxtel Download
El 1 de octubre de 2009, Foxtel lanzó un servicio de descarga en línea que permite a todos los clientes de cable y satélite acceder al contenido de Foxtel a través de su computadora. El servicio es gratuito para los clientes, que pueden descargar programas de los canales dentro de su paquete de suscripción. En la actualidad, un canal de transmisión en vivo, ESPN, mientras que el resto del servicio proporciona los episodios de los programas de 38 canales. Pero Foxtel tiene previsto ampliar su gama de canales año para coincidir con los Juegos Olímpicos de Invierno de Vancouver 2010 y el lanzamiento de nuevos canales Foxtel digital y HD.  Este servicio ha sido la fuente de gran controversia ya que no hay soporte para Linux, Mac o cualquier sistema operativo Windows de 64 bits. Dejando a muchos usuarios por fuera.

## Foxtel On Demand
Es un servicio ofrecido por Foxtel iQ que permite a las personas ver espectáculos y películas cuando lo deseen. Foxtel On Demand se puso en marcha el 8 de febrero de 2007, con una gran variedad de programas.El servicio está disponible para todos los clientes Foxtel iQ como parte del servicio, sin embargo, la programación se limita a los canales que el cliente esté suscrito. Por ejemplo, los no clientes suscritos a los canales de películas no podrán acceder a todos los programas.

## Mobile Foxtel
Antes Foxtel By Mobile  Lanzado a finales de 2006 , Es un servicio para que la gente pueda ver televisión desde el celular, ofrece 12 canales estándar de programación con una pequeña cuota mensual.El 5 de diciembre de 2009, Foxtel lanzó una Guía TV móvil para el iPhone de Apple, apodado Foxtel Guide. 

## Foxtel magazine
Es la guía de tv por cable titulada Foxtel, . Ofrece listas diarias para la mayoría de los 130 canales ofrecidos en la plataforma, y es el único medio que los clientes pueden encontrar información y recomendaciones sobre la programación durante todo el mes.Es la revista de mayor circulación de Australia de tv paga , llegando a más de 815.000 hogares cada me

## Foxtel iQ
Es un Grabador de Vídeo Digital donde los usuarios pueden grabar programas en un disco duro para verlos después o adelantar , retoceder y pausar la tv en vivo y guía interactiva donde se puede programar el aparato para grabar programas a futuros.iniciado en febrero de 2007 

## Foxtel iQ2
Es lasegunda generación de Foxtel iQ se lanzó a mediados de 2008. Equipado con un disco duro de 320 GB Foxtel iQ2 es capaz de grabar 30 horas en alta definición y 90 horas de contenido SD y ofrece conectividad HDMI. 
Está equipado con cuatro sintonizadores, lo que permite a los usuarios grabar dos programas a la vez mientras se ve otro vivo. El sintonizador cuarto está reservado para el contenido Foxtel On Demand .

## Foxtel 3D
Fue un canal de Foxtel dedicado a transmitir y retransmitir programación deportiva de ESPN y Fox Sports en 3D, inicio las emisiones el 1 de noviembre de 2010. En julio de 2013, siguiendo las noticias de que ESPN 3D y BBC fueran a cesar sus producciones 3D en 2013, Foxtel anunció que Foxtel 3D dejaría de transmitir el 27 de agosto de 2013, debido a la falta de disponibilidad de contenido en 3D.

## Casos
Cuando Foxtel se lanzó en 1995, la publicidad durante los programas fue prohibido en la legislación del gobierno australiano durante los primeros dos años. Foxtel han aumentado gradualmente desde la publicidad a través de su plataforma, aunque todavía la legislación actual impide Foxtel y otros negocios de televisión de pago de ganar más del 50% de sus ingresos por publicidad. Algunos de programación en los canales de seleccionar se emiten sin comerciales tales como películas en Showtime y juegos seleccionados por Fox Sports.
Anti-siphoning: leyes anti-sifón del Gobierno de Australia también impiden Foxtel y otros proveedores de televisión de pago de adquirir derechos exclusivos sobre acontecimientos deportivos específicos, tales como el cricket, golf, tenis y  fútbol.  En 2009, el ministro de Comunicaciones anunció una revisión de la legislación.
Acceso de Terceros: Foxtel impide que los usuarios utilicen su tarjeta de suscripción en un decodificador de terceros, y exige que todos los usuarios ver el servicio en servicio suministrado , incluido con la suscripción, sin embargo, algunos usuarios han informado de poder ver algunos canales cuando este no viene incluido en el paquete.

## Señales propiedad de Foxtel
- Fox8
- 111 Hits
- The Comedy Channel
- Fox Classics
- SoHo
- Bio.
- Foxtel 3D
- Foxtel Box Office
- History Channel
- Crime & Investigation
- Fox One

- XYZnetworks (50%) - joint venture with Austar,[8] producing:
  - Arena
  - Lifestyle Channel
    - LifeStyle Food
    - LifeStyle Home
    - LifeStyle You

  - Sky News Weather Channel
  - Nickelodeon (35%)
  - Nick Jr. (35%)
  - Channel V
  - V Hits
  - Max
  - CMC - Country Music Channel

- Main Event (33.3%)
  - Adults Only
  - Main Event

## Canales borrados o remplazados
- BBC HD (reemplazado por UKTV HD)
- Fox Kids compartida con Fox Classics
- Fox Footy Channel (reemplazado por Fox Sports 3)[9]
- Fox Soap
- Fox Talk
- Foxtel Weather (Reemplazado por, "The Weather Channel")
- Gamesworld Interactive Games (Canal 555)[10]
- Interactive Sports Selector (Canal 500)[11]
- MusicCountry[12]
- Showtime Greats (reemplazado por showtime action, showtime comedy y showtime drama)
- The Soundtrack Channel[13]
- TechTV[14]
- FX
- Nick @ Nite
- Hallmark Channel (transformado en Universal Channel)
- Ten HD (reemplazado por One HD)
- ABC HD (reemplazado por ABC News 24)
- VH1 Australia (reemplazado por MTV Classic)
- Seven HD (reemplazado por 7mate).
- Nine HD (reemplazado por GEM).
- One SD (reemplazado por ELEVEN)
- HOW TO Channel (reemplazado por LifeStyle Home).
- Ovation Channel
- The Biography Channel (Australia)
- [V] (reemplado por NickMusic).
- Disney XD